# Kaldar (distrikt)
Kaldar är ett distrikt i Afghanistan. Det ligger i provinsen Balkh, i den norra delen av landet, 300 kilometer nordväst om huvudstaden Kabul. Administrativ huvudort är Kaldar.
Distriktet beräknades år 2022 ha cirka 23 000 invånare.